# Bakerloo line
La Bakerloo line (en français : « ligne Bakerloo ») est une ligne du métro de Londres, reliant Harrow & Wealdstone au nord-ouest à Elephant & Castle au sud-est. Elle couvre une distance de 23,2 km et dessert 25 stations, dont 15 souterraines. Les principaux centres d'intérêt desservis par la ligne sont : Regent's Park, Oxford Circus, Piccadilly Circus et Waterloo Bridge.
La ligne est actuellement exploitée avec des rames de type 1972 Stock. Son nom est un mot-valise, une contraction de « Baker Street » et « Waterloo », deux stations principales qui sont les deux terminus de la ligne lors de son ouverture en 1906. Lors du cycle annuel 2016-2017, 117 millions de passagers empruntent la ligne. Une extension de la Bakerloo line au sud-est, vers Lewisham, est prévue pour l'horizon 2030.

## Histoire

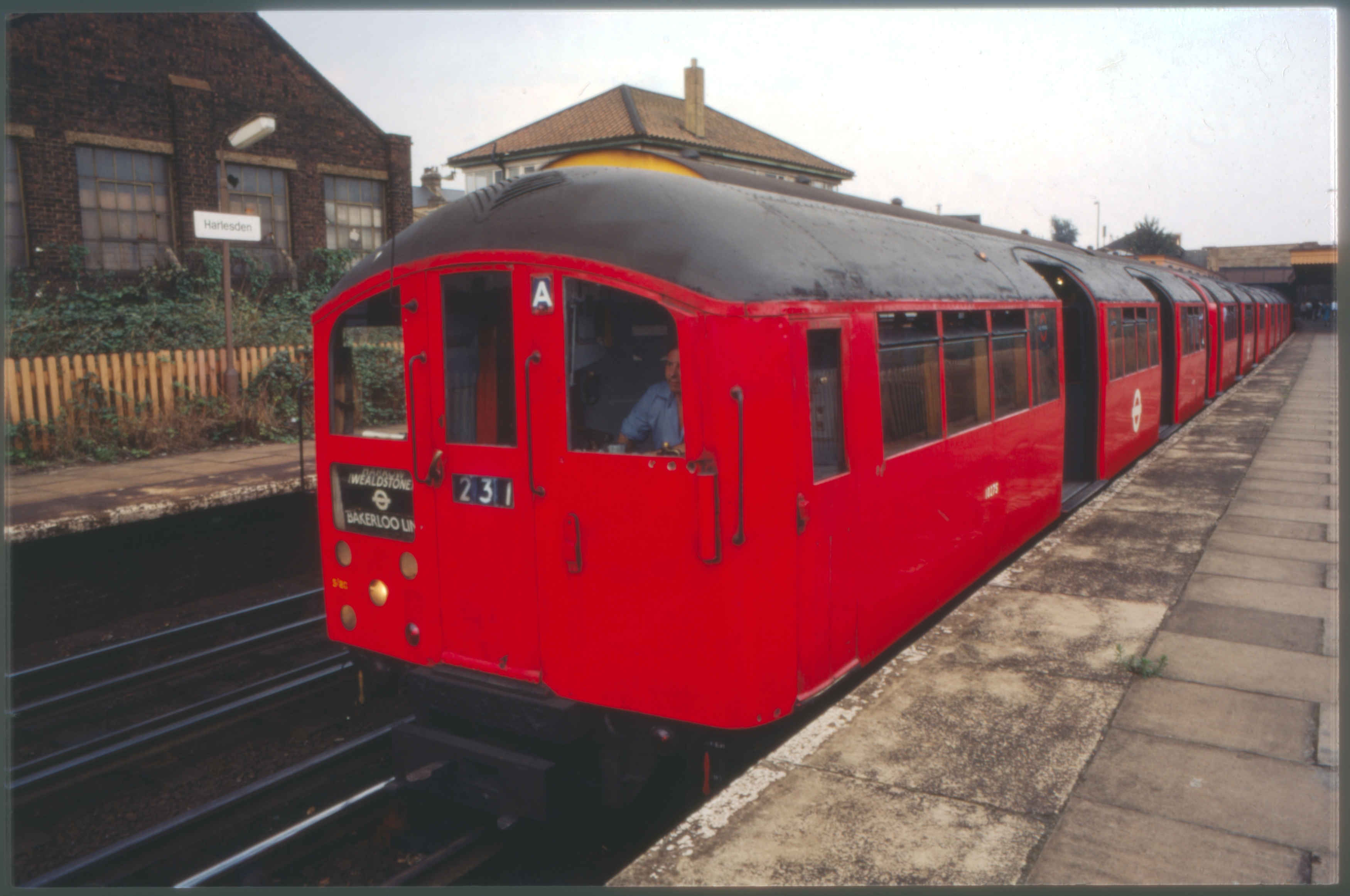
Ancien matériel à Harlesden.

À l'origine appelée la Baker Street & Waterloo Railway (Chemin de fer de Baker Street à Waterloo), la ligne a été construite par la Underground Electric Railways Company et ouvrit le 10 mars 1906, entre Baker Street et Lambeth North. Elle a été étendue à Elephant & Castle cinq mois plus tard, le 5 août 1906. Lorsque les travaux ont commencé, en juin 1898, la ligne était financée par l'entrepreneur des mines et promoteur Whitaker Wright mais ce dernier ayant été condamné en 1904, les travaux sur la ligne ont été interrompus pendant quelques mois et n'ont repris que quand l'Underground Electric Railways Company est intervenue et a repris le projet.
En 1913, la ligne fut prolongée à partir de son terminus nord à Baker Street vers l'ouest, avec des stations de correspondance avec le Great Central Railway à Marylebone et le Great Western Railway à Paddington, ainsi qu'une nouvelle station à Edgware Road.

### Prolongement à Harrow & Wealdstone

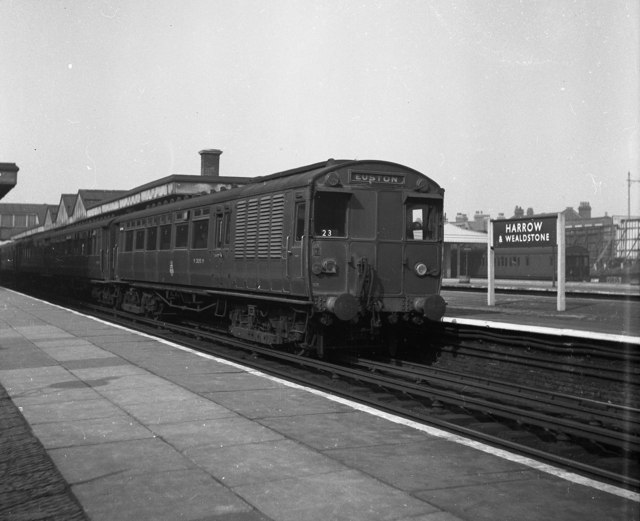
Ancien matériel à Harrow & Wealdstone.

En 1915, la ligne fut prolongée à Queen's Park, où elle retrouve les lignes de la London and North Western Railway (LNWR) (maintenant la West Coast Main Line) jusqu'à Watford Junction. Les liaisons vers Watford ont été réduites dans les années 1960 et supprimées en 1982 ; Stonebridge Park devient alors le nouveau terminus nord de la ligne.
Puis, les services vers Harrow & Wealdstone sont progressivement rétablis entre 1984 et 1989. Les trains de la Bakerloo line partagent les voies de l'Overground (réseau banlieue de Transport for London) entre Queen's Park et Harrow & Wealdstone.

### Prolongement à Stanmore
Vers le milieu des années 1930, la Metropolitan Line souffrait d'une saturation causée par la capacité limitée de ses voies entre Baker Street et Finchley Road. Un programme de travaux vers 1935-1940 comprenait la construction d'une nouvelle section en tunnel entre Baker Street et Finchley Road et le remplacement de trois stations de la Metropolitan Line par deux nouvelles stations (St. John's Wood et Swiss Cottage) sur la ligne Bakerloo. La branche vers Stanmore a été ouverte le 20 novembre 1939 ; elle a fait partie de la ligne Bakerloo jusqu'au 1er mai 1979, où elle fut transférée à la nouvelle Jubilee Line ; la ligne Bakerloo connaissait en effet à son tour des problèmes de saturation de par son exploitation en deux branches au nord de Baker Street.

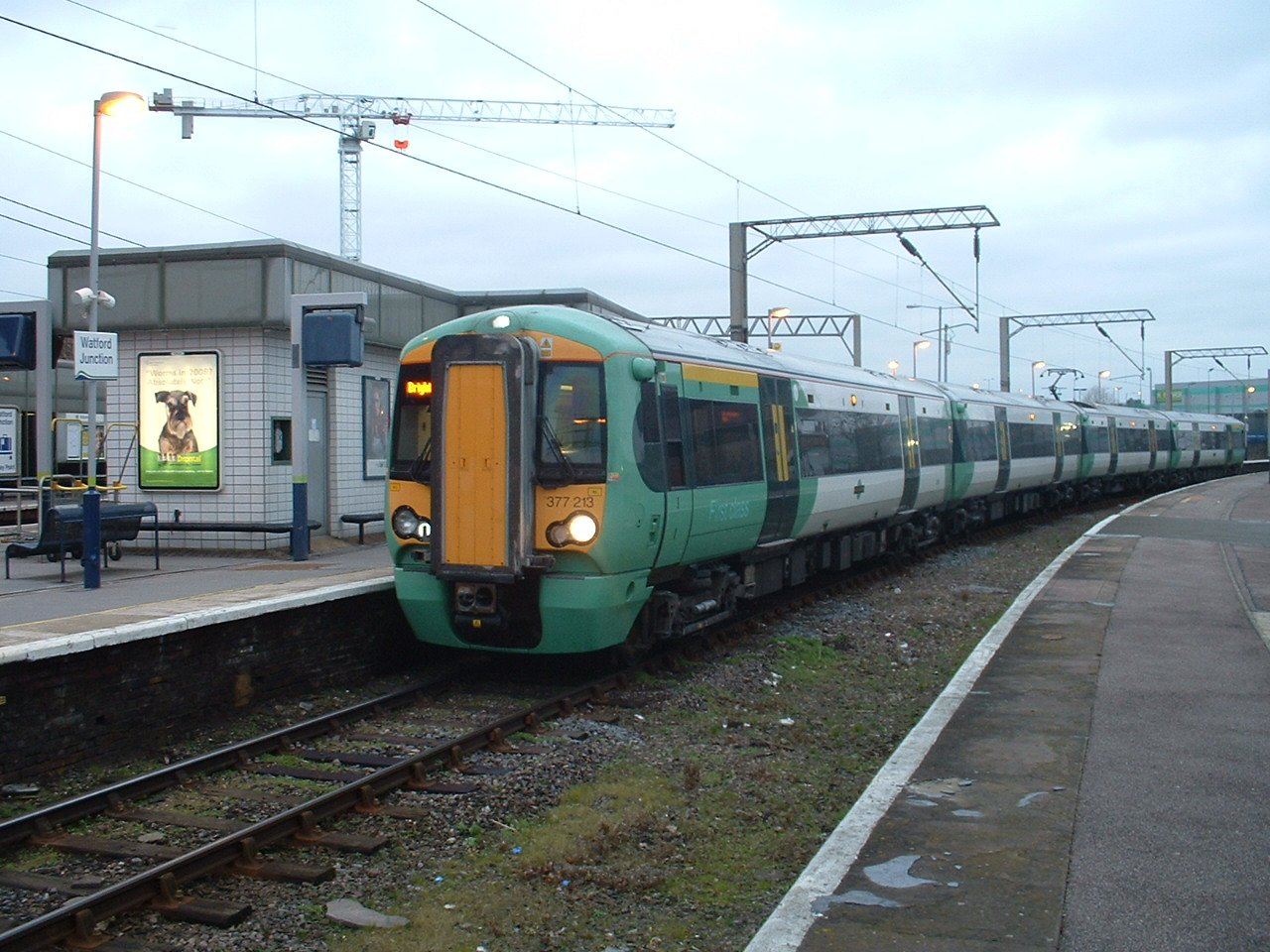
Watford Junction, ancien et futur terminus nord de la Bakerloo line.

## Avenir

### Prolongement à Watford Junction
Au cours des prochaines années, la section nord de la ligne peut encore voir des changements à la suite de la décision en février 2006 de transférer la responsabilité des services de banlieue Euston-Watford du ministère des Transports (DfT) à Transport for London (TfL). La ligne de chemin de fer (ligne Watford DC) de Queen's Park à Watford Junction, actuellement desservie par le réseau Overground (banlieue), ne serait alors plus desservie que par la ligne Bakerloo.

### Prolongement à Camberwell
L'extension de la ligne au sud vers Camberwell, proposée dès 1931 mais jamais réalisée, a été à nouveau proposée en 2006 par le maire de Londres, Ken Livingstone, à l'époque. Toutefois, il n'existe pas d'engagements fermes en vue de cette extension et elle n'est encore qu'au stade de proposition.

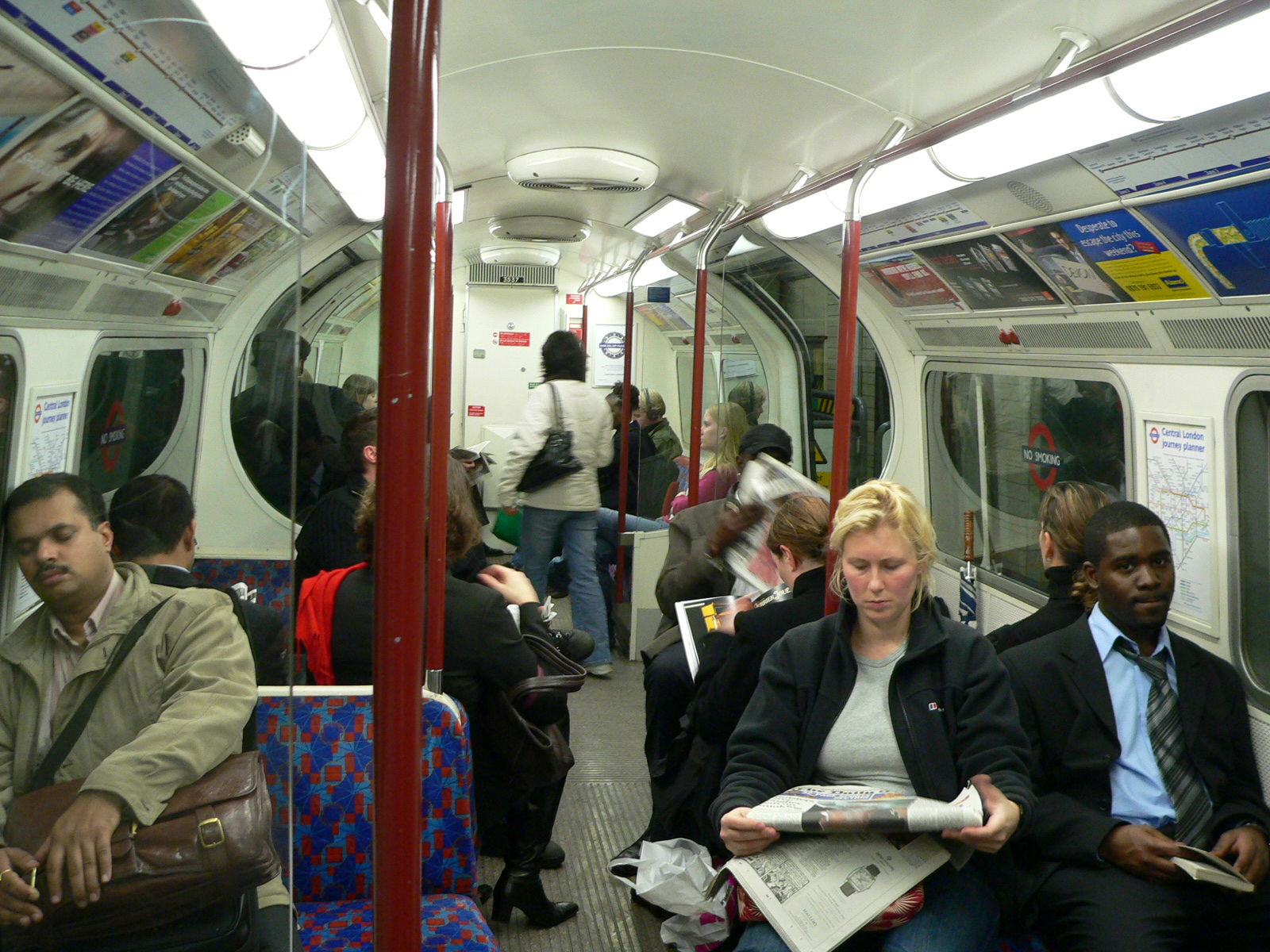
Intérieur d'une rame.

### Prolongement à Lewisham
Une extension de la ligne au sud vers Lewisham via Old Kent Road et New Cross Gate au lieu de Camberwell est proposée après une consultation en 2014.

## Matériel roulant

### Matériel roulant actuel
La Bakerloo line est maintenant équipée entièrement de Mark 2 1972 Stock.
Tous les trains de la Bakerloo line sont peints aux couleurs distinctives du métro de Londres : rouge, blanc et bleu.
Le gabarit utilisé sur cette ligne est le plus petit des deux utilisés sur le réseau, puisque la ligne va en profondeur dans des tunnels également à petit gabarit.

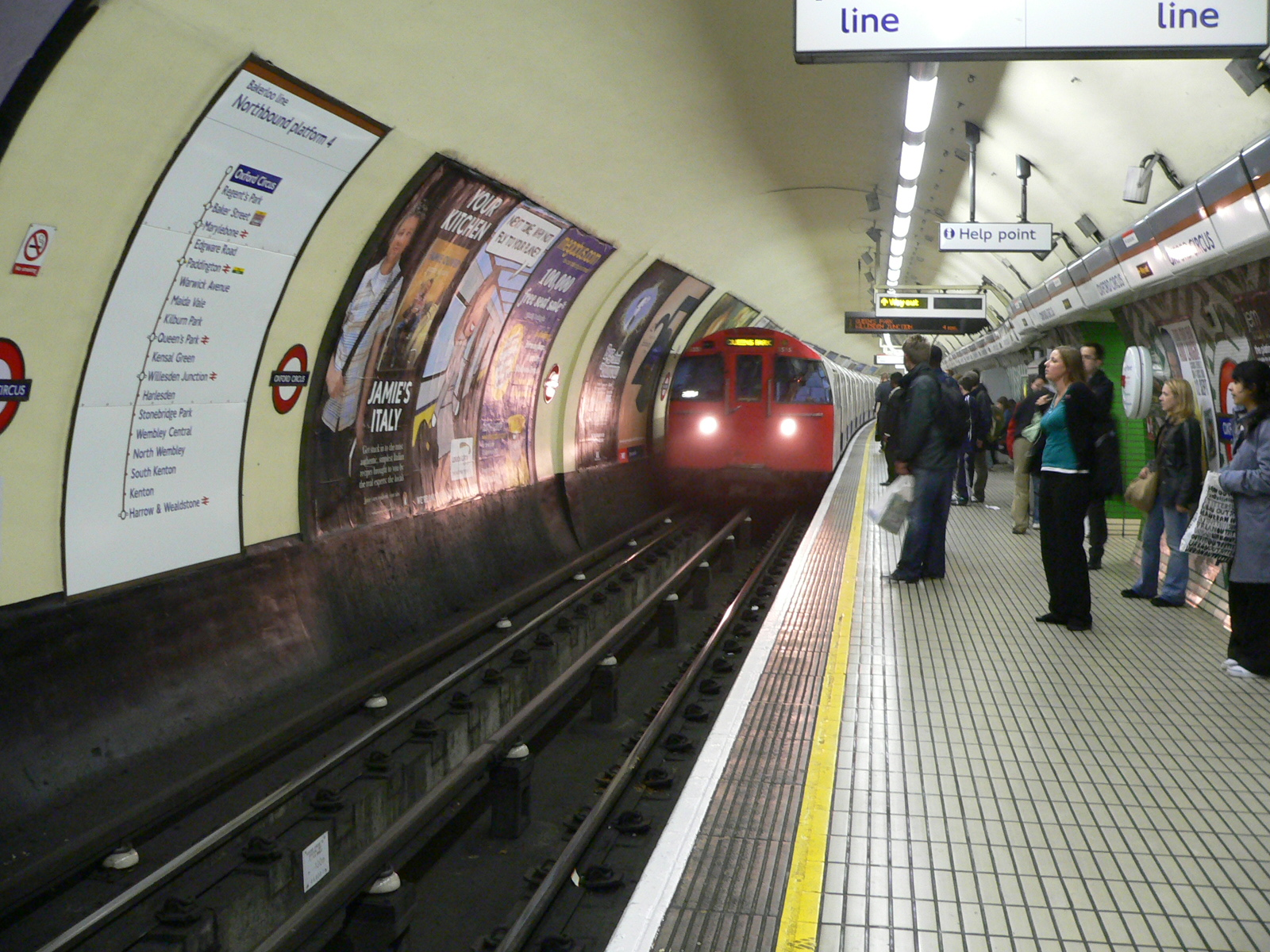
Rame à Oxford Circus.

Les trains de la Bakerloo Line constituent le plus ancien matériel roulant du métro londonien ; à long terme, l'ensemble des trains seront remplacés par des Siemens Inspiro UK.

## Stations

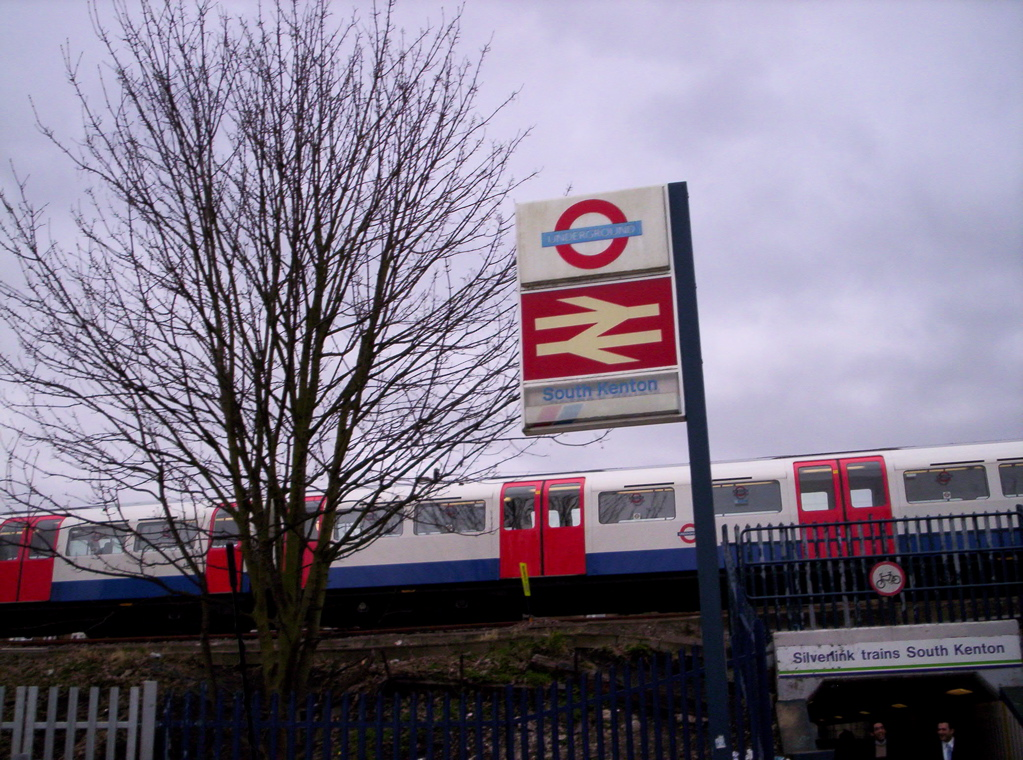
Rame à South Kenton.

### Stations actuelles

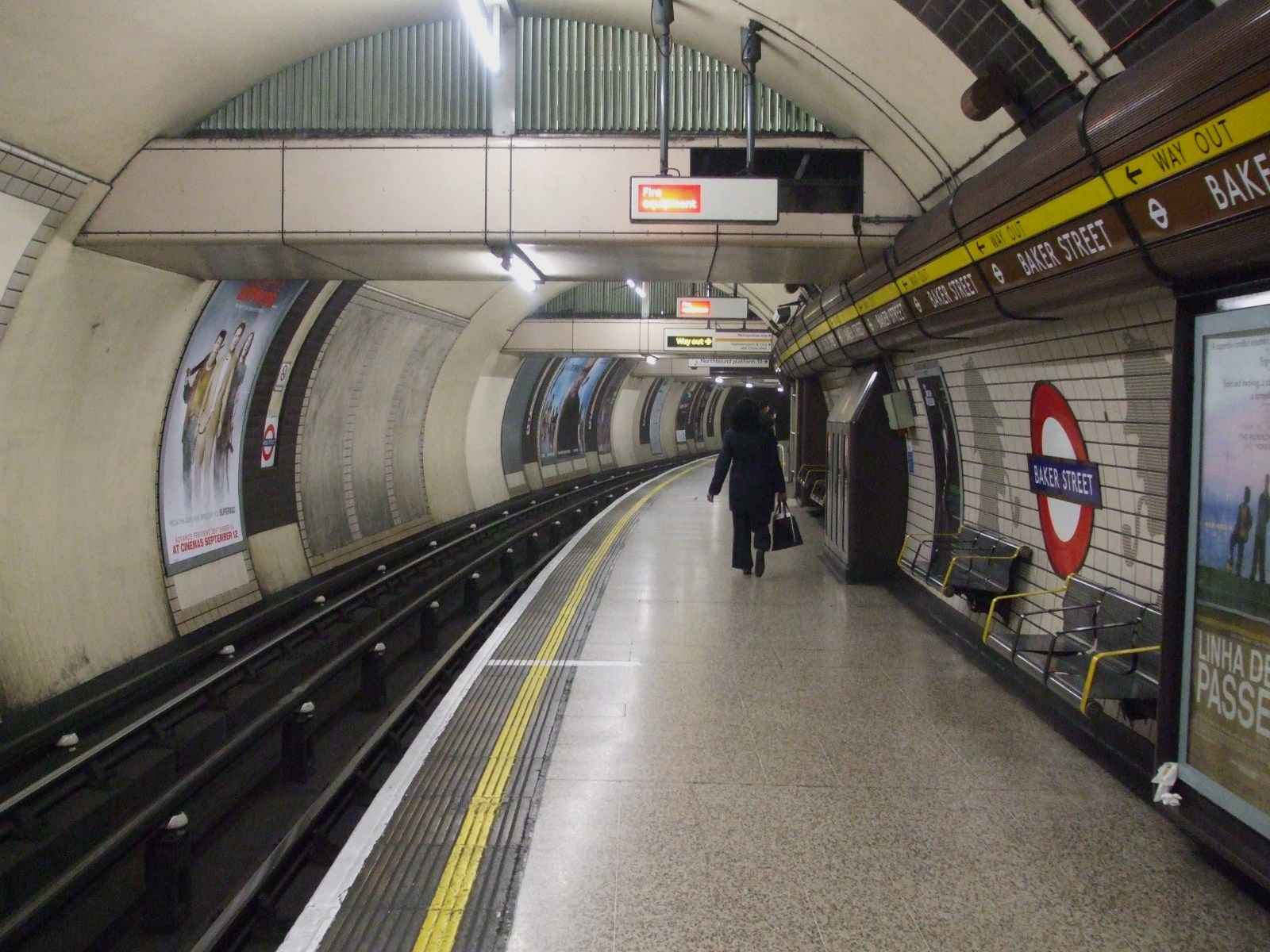
Baker Street.

| Stations                            | Image | Date d'ouverture  |
| ----------------------------------- | ----- | ----------------- |
| Harrow & Wealdstone (Terminus Nord) |       | 16 avril 1917     |
| Kenton                              |       | 16 avril 1917     |
| South Kenton                        |       | 3 juillet 1933    |
| North Wembley                       |       | 16 avril 1917     |
| Wembley Central                     |       | 16 avril 1917     |
| Stonebridge Park                    |       | 16 avril 1917     |
| Harlesden                           |       | 16 avril 1917     |
| Willesden Junction                  |       | 10 mai 1915       |
| Kensal Green                        |       | 1er octobre 1916  |
| Queen's Park                        |       | 11 février 1915   |
| Kilburn Park                        |       | 31 janvier 1915   |
| Maida Vale                          |       | 6 juin 1915       |
| Warwick Avenue                      |       | 31 janvier 1915   |
| Paddington                          |       | 1er décembre 1913 |
| Edgware Road                        |       | 15 juin 1907      |
| Marylebone                          |       | 27 mars 1907      |
| Baker Street                        |       | 10 mars 1906      |
| Regent's Park                       |       | 10 mars 1906      |
| Oxford Circus                       |       | 10 mars 1906      |
| Piccadilly Circus                   |       | 10 mars 1906      |
| Charing Cross                       |       | 10 mars 1906      |
| Embankment                          |       | 10 mars 1906      |
| Waterloo                            |       | 10 mars 1906      |
| Lambeth North                       |       | 10 mars 1906      |
| Elephant & Castle (Terminus Sud)    |       | 5 août 1906       |

### Anciennes stations

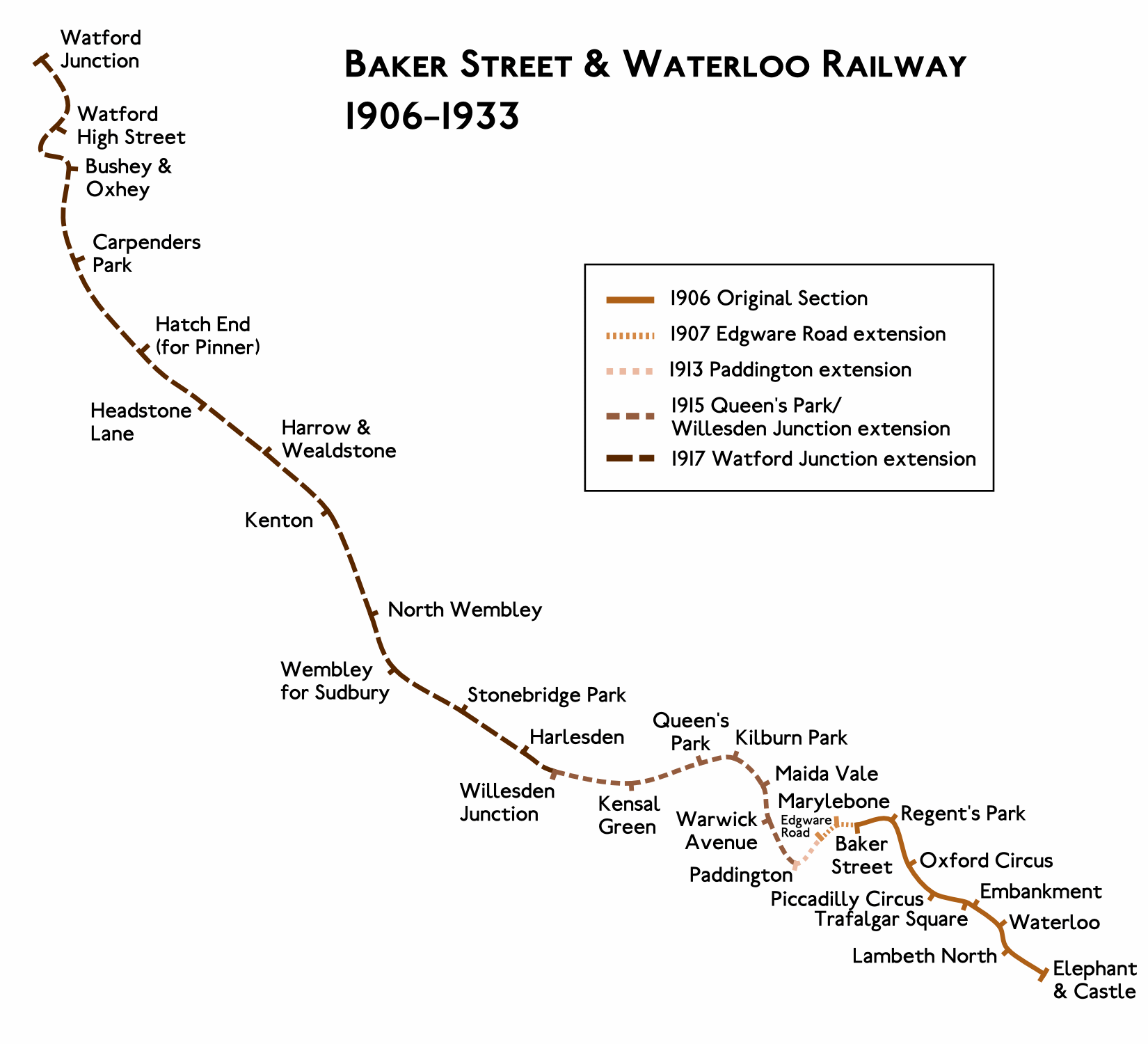
Plan de la ligne avec le prolongement à Watford.

#### Branche Watford
| Stations                            | Image | Date d'ouverture | Date de fermeture |
| ----------------------------------- | ----- | ---------------- | ----------------- |
| Harrow & Wealdstone (Terminus Nord) |       | 16 avril 1917    | Gare en service   |
| Headstone Lane                      |       | 16 avril 1917    | 24 septembre 1982 |
| Hatch End                           |       | 16 avril 1917    | 24 septembre 1982 |
| Carpenders Park                     |       | 5 avril 1919     | 24 septembre 1982 |
| Bushey                              |       | 16 avril 1917    | 24 septembre 1982 |
| Watford High Street                 |       | 16 avril 1917    | 24 septembre 1982 |
| Watford Junction                    |       | 16 avril 1917    | 16 septembre 1982 |

## Divers
- L'intérieur d'une rame de la ligne de Bakerloo est utilisé comme décor sur la pochette de l'album "Desire, I Want To Turn Into You" de Caroline Polachek, sorti le 14 février 2023.